# Dicnemoloma imbricatum
Dicnemoloma imbricatum là một loài Rêu trong họ Dicranaceae. Loài này được (Broth. & Geh.) Renauld mô tả khoa học đầu tiên năm 1909.